# Danh sách video của Blackpink
Blackpink (tiếng Hàn: 블랙핑크; Romaja: Beullaek Pingkeu; thường được viết cách điệu là BLACKPINK hay BLΛƆKPIИK) là một nhóm nhạc nữ Hàn Quốc do công ty YG Entertainment thành lập và quản lý. Nhóm gồm 4 thành viên: Jisoo, Jennie, Rosé và Lisa. Dưới đây là danh sách các video mà nhóm tham gia.

## Phim

### Phim tài liệu
| Năm  | Kênh        | Tên                         | Thành viên | Ghi chú |
| ---- | ----------- | --------------------------- | ---------- | --- |
| 2006 | MBC         | MBC Special Documentary     | Jennie     | Lúc này Jennie đang 10 tuổi, học tập cũng như sinh sống tại New Zealand                                                                          |
| 2020 | Netflix     | Blackpink: Light Up the Sky | Cả nhóm    | Phim dựa trên những câu chuyện từ hồi còn là thực tập sinh của 4 thành viên                                                                      |
| 2022 | Prime Video | Inside The Dream            | Lisa       | Bộ phim đầu tiên về hậu trường của dòng trang sức cao cấp, bên cạnh Zendaya, Chiara Ferragni, Priyanka Chopra, Lily Aldridge và Lucia Silvestri. |

### Phim điện ảnh
| Năm  | Tên       | Vai trò  | Ghi chú |
| ---- | --------- | -------- | ------- |
| 2021 | The Movie | Bản thân |         |

### Phim truyền hình, phim phát trực tuyến
| Năm  | Kênh         | Tên                       | Thành viên | Vai trò   | Nhân vật         | Ghi chú      |
| ---- | ------------ | ------------------------- | ---------- | --------- | ---------------- | ------------ |
| 2015 | KBS          | Hậu trường giải trí       | Jisoo      | Khách mời | Chính mình       | Tập 4, 5, 12 |
| 2017 | SBS, Netflix | Temporary Idol            | Jisoo      | Khách mời | Chính mình       | MC Inkigayo  |
| 2018 | Netflix      | YG Future Strategy Office | Cả nhóm    | Khách mời | Chính mình       | Tập 1        |
| 2019 | tvN, Netflix | Biên niên sử Arthdal      | Jisoo      | Khách mời | Sae Na-rae       | Tập 7        |
| 2021 | JTBC         | Snowdrop                  | Jisoo      | Nữ chính  | Eun Young-Ro     | Nữ chính     |
| 2022 | HBO          | The Idol                  | Jennie     |           | Angle            |              |
| 2023 | TBA          | Thanh Gươm Trừ Tà         | Jisoo      | Cameo     | Ngọc Hoa Tiên Nữ |              |
| 2025 | TBA          | Influenza                 | Jisoo      | TBA       | TBA              | TBA          |
| 2025 | TBA          | Omniscient Reader         | Jisoo      | TBA       | TBA              | TBA          |
| 2025 | HBO          | The White Lotus           | Lisa       | Nữ chính  | Mook             | TBA          |

## Chương trình

### Chương trình truyền hình thực tế, chương trình trên các nền tảng mạng xã hội
| Năm  | Kênh                       | Tên                                      | Thành viên | Vai trò         | Ngày phát sóng                                 | Ghi chú            |
| ---- | -------------------------- | ---------------------------------------- | ---------- | --------------- | ---------------------------------------------- | ------------------ |
| 2018 | YouTube                    | Blackpink House                          | Cả nhóm    | Nhân vật chính  | 6 tháng 1 - 17 tháng 3 15 tháng 8 - 18 tháng 8 |                    |
| 2018 | V Live                     | Blackpink House                          | Cả nhóm    | Nhân vật chính  | 6 tháng 1 - 17 tháng 3 15 tháng 8 - 18 tháng 8 |                    |
| 2018 | JTBC2                      | Blackpink House                          | Cả nhóm    | Nhân vật chính  | 6 tháng 1 - 17 tháng 3 15 tháng 8 - 18 tháng 8 |                    |
| 2018 | Olleh TV                   | Blackpink House                          | Cả nhóm    | Nhân vật chính  | 6 tháng 1 - 17 tháng 3 15 tháng 8 - 18 tháng 8 |                    |
| 2018 | YouTube, V Live            | JENNIE - 'SOLO' DIARY                    | Jennie     | Nhân vật chính  | 18 tháng 11 - 28 tháng 12                      |                    |
| 2018 | V Live                     | BLACKPINK X STAR ROAD                    | Cả nhóm    | Nhân vật chính  | 3 tháng 11 - 28 tháng 11                       |                    |
| 2019 | YouTube                    | BLACKPINK DIARIES                        | Cả nhóm    | Nhân vật chính  | 15 tháng 2 - 27 tháng 10                       |                    |
| 2019 | V Live                     | BLACKPINK DIARIES                        | Cả nhóm    | Nhân vật chính  | 15 tháng 2 - 27 tháng 10                       |                    |
| 2020 | YouTube                    | 24/365 with Blackpink                    | Cả nhóm    | Nhân vật chính  | 13 tháng 6 - 24 tháng 10                       |                    |
| 2020 | iQIYI                      | Thanh xuân có bạn (mùa 2)                | Lisa       | Huấn luyện viên | 12 tháng 3 - 30 tháng 5                        | Thành viên cố định |
| 2020 | YouTube                    | I am Somi                                | Lisa       | Khách mời       | 25 tháng 4 - 2 tháng 5                         | Tập 5 - 6          |
| 2020 | YouTube                    | Released                                 |            | Khách mời       | 2 tháng 10                                     | Tập 1              |
| 2020 | 1theK Originals            | Prison Interview                         | Cả nhóm    | Khách mời       | 8 tháng 10                                     | Tập 12             |
| 2020 | YouTube, Facebook          | "FUN MATCH" Gameplay Show!               | Cả nhóm    | Khách mời       | 13 tháng 11                                    |                    |
| 2020 | YouTube, Facebook, Twitter | TokopediaWIB TV Show                     | Cả nhóm    | Khách mời       | 25 tháng 11                                    |                    |
| 2021 | iQIYI                      | Youth With You mùa 3                     | Lisa       | Huấn luyện viên | 18 tháng 2 -                                   |                    |
| 2021 | YouTube, LINEfriends       | KartRider Rush+ Queen                    | Jisoo      | Khách mời       | 4 tháng 3 - 21 tháng 5                         |                    |
| 2021 | YouTube                    | Released                                 | Rosé       | Khách mời       | 17 tháng 3                                     |                    |
| 2021 | TikTok                     | Pajama news                              | Rosé       | Nhân vật chính  | 19 tháng 3 - 9 tháng 4                         |                    |
| 2021 | YouTube                    | LILI's FILM [LiLi's World - '쁘의 세계'] | Lisa       | Nhân vật chính  | 13 tháng 9 - 12 tháng 10                       |                    |
| 2022 | YouTube                    | BLACKPINK in your MAPLESTORY             | Cả nhóm    | Nhân vật chính  |                                                |                    |
| 2023 | YouTube                    | BLACKPINK - 'B.P.M.'                     | Cả nhóm    | Nhân vật chính  | 1 tháng 12 năm 2022 -                          |                    |
| 2023 | YouTube                    | Lee Youngji's S2 No Prepare              | Jisoo      | Khách mời       | 7 tháng 4                                      |                    |
| 2023 | YouTube                    | Kang Hyung Wook's Dog Guest's Show       | Jennie     | Khách mời       | 26 tháng 5                                     | Tập 13             |
| 2023 | YouTube                    | Dingdae                                  | Jisoo      | Khách mời       | 20 tháng 6                                     | Tập 13             |

### Chương trình truyền hình
| Năm  | Kênh                  | Tên                                    | Thành viên    | Vai trò            | Ngày phát sóng                                       | Ghi chú       |
| ---- | --------------------- | -------------------------------------- | ------------- | ------------------ | ---------------------------------------------------- | ------------- |
| 2016 | MBC Every 1           | Weekly Idol                            | Cả nhóm       | Khách mời          | 16 tháng 11                                          | Tập 277       |
| 2016 | SBS                   | Running Man                            | Cả nhóm       | Khách mời          | 18 tháng 12                                          | Tập 330       |
| 2017 | MBC                   | Radio Star                             | Jisoo, Rosé   | Khách mời          | 11 tháng 1                                           | Tập 509       |
| 2017 | SBS                   | Kpop Star 6                            | Cả nhóm       | Khách mời          | 12 tháng 2                                           | Tập 13        |
| 2017 | OnStyle               | Get It Beauty                          | Cả nhóm       | Khách mời          | 26 tháng 2                                           | Tập 2         |
| 2017 | MBC                   | King of Masked Singer                  | Rosé          | Thí sinh           | 19 tháng 3 - 26 tháng 3                              | Tập 103 - 104 |
| 2017 | MBC Section TV        | Idol Men                               | Cả nhóm       | Khách mời          | 25 tháng 6                                           |               |
| 2017 | SBS                   | Night of Real Entertainment            | Cả nhóm       | Khách mời          | 27 tháng 6                                           |               |
| 2017 | MBC                   | My Little Television                   | Cả nhóm       | Khách mời          | 20 tháng 5 - 27 tháng 5                              | Tập 98 - 99   |
| 2017 | MBC Every 1           | Weekly Idol                            | Cả nhóm       | Khách mời          | 5 tháng 7                                            | Tập 310       |
| 2017 | OnStyle Attraction TV | AttractionTV (LisaTV)                  | Lisa          | Khách mời          | 14 - 28 tháng 7                                      | Tập 1 - 3     |
| 2017 | Nippon TV             | ZIP                                    | Cả nhóm       | Khách mời          | 20 tháng 7                                           |               |
| 2017 | SBS                   | Style Follow                           | Cả nhóm       | Khách mời          | 20 tháng 7                                           |               |
| 2017 | MBC                   | King of Masked Singer                  | Jisoo         | Bình luận viên     | 23 tháng 7 - 30 tháng 7                              | Tập 121 - 122 |
| 2017 | JTBC                  | Knowing Bros                           | Cả nhóm       | Khách mời          | 5 tháng 8                                            | Tập 87        |
| 2017 | SBS                   | Fantastic Duo 2                        | Rosé          | Thí sinh           | 6 tháng 8                                            | Tập 19        |
| 2017 | SBS                   | JYP's Party People                     | Cả nhóm       | Khách mời          | 13 tháng 8                                           | Tập 4         |
| 2017 | OnStyle               | Get It Beauty 2017                     | Lisa          | Khách mời          | 16 tháng 8                                           |               |
| 2017 | tvN                   | Wednesday Food Talk                    | Jisoo         | Khách mời          | 23 tháng 8                                           | Tập 312       |
| 2017 | Fuji TV               | Mezamashi TV                           | Cả nhóm       | Khách mời          | 28 tháng 8                                           |               |
| 2017 | Line Live             | Blackpink Premium Talk Night           | Cả nhóm       | Khách mời          | 30 tháng 8                                           |               |
| 2017 | Naver V Live/JTBC     | MIXNINE                                | Jennie        | Ban giám khảo      | 28 tháng 10/29 tháng 10                              | Tập 4         |
| 2017 |                       | NHK Hangul Lesson                      | Cả nhóm       | Khách mời          | 6 tháng 12                                           |               |
| 2017 | OnStyle               | Get It Beauty's Perfect Brush          | Jisoo         | Khách mời          | 27 tháng 12                                          | Tập 42        |
| 2017 | OnStyle               | Get It Beauty                          | Jisoo         | Khách mời          | 3 tháng 1                                            | Tập 43        |
| 2018 | AbemaTV               | BLACKPINK HOME PARTY                   | Cả nhóm       | Khách mời          | 28 tháng 3                                           |               |
| 2018 | JTBC                  | Idol Room                              | Cả nhóm       | Khách mời          | 23 tháng 6                                           | Tập 7         |
| 2018 | MBC                   | Unexpected Q                           | Jisoo         | Khách mời          | 14 tháng 7                                           | Tập 11        |
| 2018 | SBS                   | Running Man                            | Jisoo, Jennie | Khách mời          | 15 tháng 7                                           | Tập 409       |
| 2018 | MBC                   | Real Men 300                           | Lisa          | Khách mời          | 21 tháng 9 - 2 tháng 11                              | Tập 1 - 6     |
| 2018 | SBS                   | Running Man                            | Jennie        | Khách mời          | 12 tháng 8                                           | Tập 413       |
| 2018 | TvN                   | Wednesday Food Talk                    | Rosé          | Khách mời          | 29 tháng 8                                           |               |
| 2018 | TvN                   | Amazing Saturday                       | Jisoo, Rosé   | Khách mời          | 25 tháng 8                                           | Tập 21        |
| 2018 |                       | Love Music Show Japan                  | Cả nhóm       | Khách mời          | 21 tháng 10                                          |               |
| 2018 | SBS                   | Michuri 8-1000                         | Jennie        | Thành viên cố định | 16 tháng 11                                          |               |
| 2018 | SBS                   | We will channel you                    | Jennie        | Khách mời          | 27 tháng 12                                          | Tập 7         |
| 2019 | SBS                   | We will channel you                    | Cả nhóm       | Khách mời          | 17 tháng 1 - 14 tháng 2                              | Tập 10 - 14   |
| 2019 | CBS                   | The Late Show With Stephen Colbert     | Cả nhóm       | Khách mời          | 11 tháng 2                                           |               |
| 2019 | ABC                   | Good Morning America                   | Cả nhóm       | Khách mời          | 12 tháng 2                                           |               |
| 2019 | ABC                   | Strahan and Sara TV Show               | Cả nhóm       | Khách mời          | 15 tháng 2                                           |               |
| 2019 | CBS                   | The Late Show with James Corden        | Cả nhóm       | Khách mời          | 19 tháng 4                                           |               |
| 2019 | JTBC                  | Stage K                                | Cả nhóm       | Khách mời          | 2 tháng 6                                            | Tập 8         |
| 2019 | JTBC                  | YG Treasure Box                        | Cả nhóm       | Khách mời          | 7 - 14 tháng 12                                      | Tập 4 - 5     |
| 2019 | TvN                   | Amazing Saturday                       | Rosé          | Khách mời          | 28 tháng 12                                          | Tập 88        |
| 2020 | NBC                   | The Tonight Show Starring Jimmy Fallon | Cả nhóm       | Khách mời          | 26 tháng 6 (giờ miền Đông Mỹ) 27 tháng 6 (giờ Hàn)   |               |
| 2020 | SBS                   | Tasty Square                           | Jisoo         | Khách mời          | 17-24 tháng 9 - 1 tháng 10                           | Tập 42-43-44  |
| 2020 | TvN                   | Amazing Saturday                       | Jisoo và Rosé | Khách mời          | 10 tháng 10                                          | Tập 129       |
| 2020 | JTBC                  | Knowing Brothers                       | Cả nhóm       | Khách mời          | 17 tháng 10                                          | Tập 251       |
| 2020 | SBS                   | Running Man                            | Cả nhóm       | Khách mời          | 18 tháng 10                                          | Tập 525       |
| 2020 | ABC                   | Jimmy Kimmel Live                      | Cả nhóm       | Khách mời          | 20 tháng 10 (giờ miền Đông Mỹ) 21 tháng 10 (giờ Hàn) |               |
| 2020 | ABC                   | Good Morning America                   | Cả nhóm       | Khách mời          | 20 tháng 10 (giờ miền Đông Mỹ) 21 tháng 10 (giờ Hàn) |               |
| 2021 | SBS                   | 'Legends' Performance: Archive K       | Cả nhóm       | Khách mời          | 7-14 tháng 3                                         | Tập 9-10      |
| 2021 | NBC                   | The Late Late Show with James Corden   | Cả nhóm       | Khách mời          | 28 tháng 1                                           |               |
| 2021 | SBS                   | My Little Old Boy                      | Rosé          | MC đặc biệt        | 14 tháng 3                                           | Tập 233       |
| 2021 | NBC                   | The Tonight Show Starring Jimmy Fallon | Rosé          | Khách mời          | 17 tháng 3                                           |               |
| 2021 | TvN                   | Knowing Brothers                       | Rosé          | Khách mời          | 20 tháng 3                                           | Tập 272       |
| 2021 | NBC                   | The Kelly Clarkson Show                | Rosé          | Khách mời          | 30 tháng 3                                           |               |
| 2021 | Mnet                  | Kingdom: Legendary War                 | Lisa          | Cố vấn             | 20 tháng 5                                           | Tập 8         |
| 2021 | JTBC                  | The Sea of Hope (Wish)                 | Rosé          | Khách mời          | 29 tháng 6 - 3 tháng 8                               | Tập 1-6       |
| 2022 | TvN, YouTube          | The Game Cateres 2                     | Jennie        | Khách mời          | 25 tháng 2 - 4 tháng 3                               | Tập 7-8       |
| 2023 | NBC, YouTube          | Carpool Karaoke                        | Cả nhóm       | Khách mời          | 18 tháng 4                                           |               |

### Podcast
| Năm  | Kênh      | Tên                       | Thành viên | Vai trò   | Ngày phát sóng | Ghi chú |
| ---- | --------- | ------------------------- | ---------- | --------- | -------------- | ------- |
| 2023 | BBC Radio | Dua Lipa: At Your Service | Jennie     | Khách mời |                |         |

### Livestream
| Năm  | Nền tảng phát          | Tên                                                     | Thành viên | Vai trò   | Ngày phát sóng | Ghi chú                                                                                                |
| ---- | ---------------------- | ------------------------------------------------------- | ---------- | --------- | -------------- | --- |
| 2020 | Twitter                | Twitter Blueroom                                        | Cả nhóm    | Khách mời | 30 tháng 6     | |
| 2020 | Naver TV               | Tasty Square                                            | Jisoo      | Khách mời | 3 tháng 8      | |
| 2020 | Twitter                | Twitter Blueroom                                        | Cả nhóm    | Khách mời | 14 tháng 10    | |
| 2020 | TikTok                 | TikTok Stage Live                                       | Cả nhóm    | Khách mời | 21 tháng 10    | |
| 2021 | YouTube                | 2021 카림픽 본선 다시보기 \| 지수 X 라인프렌즈 X 카러플 | Jisoo      | Khách mời | 9 tháng 5      | |
| 2021 | Facebook               | "Show You Like That" BLACKPINK x Globe                  | Cả nhóm    | Khách mời | 18 tháng 6     | |
| 2021 | YouTube, Twitch, Douyu | BLACKPINK x PUBG LIVE SQUAD-UP                          | Cả nhóm    | Khách mời | 13 tháng 8     | |
| 2021 | Naver Now              | #OUTNOW Unlimited                                       | Lisa       | Khách mời | 14 tháng 9     | |
| 2021 | YouTube                | Chiến dịch Dear Earth                                   | Cả nhóm    | Khách mời | 24 tháng 10    | Chiến dịch đó Google tổ chức trên YouTube Originals, nhằm giúp nâng cao nhận thức về biến đổi khí hậu. |
| 2021 |                        | Live with LISA about M·A·C x L! (MAC Cosmetics)         | Lisa       |           | 10 tháng 11    | |
| 2022 | YouTube                | Lisa X Chivas Regal Planet                              | Lisa       |           | 27 tháng 11    | Chương trình ghi hình trước                                                                            |

### Dẫn chương trình
| Năm  | Kênh | Tên                               | Thành viên | Ngày                                    | Ghi chú                                  |
| ---- | ---- | --------------------------------- | ---------- | --------------------------------------- | ---------------------------------------- |
| 2017 | SBS  | Inkigayo                          | Jisoo      | 5 tháng 2 năm 2017 - 4 tháng 2 năm 2018 | Với Jinyoung (Got7) và Doyoung (NCT 127) |
| 2017 | SBS  | Inkigayo                          | Jennie     | 20 tháng 8                              | Với Jisoo                                |
| 2017 | SBS  | Inkigayo Super Concert in Daejeon | Jisoo      | 24 tháng 12                             | Với V (ca sĩ) (BTS) và Jinyoung (Got7)   |

## POP-UP
| Năm  | Tên                                              | Ngày tổ chức  | Địa điểm                                                        | Chú thích |
| ---- | ------------------------------------------------ | ------------- | --------------------------------------------------------------- | --------- |
| 2021 | BLACKPINK 5th ANNIVERSARY [4+1] POP-UP           | 21-30 tháng 8 | 6-3, Huijeong-ro 1-gil, Mapo-gu, Seoul, Hàn Quốc                |           |
| 2022 | BLACKPINK 'Pink Venom' Concept Pop-Up            | 29.8-4.9      | Tầng 5 Sounds Forest ở The Hyundai Seoul, Hàn Quốc              |           |
| 2022 | BORN PINK: The Pop-Up Experience in LA           | 16-18 tháng   | Tại 8175 Melrose Ave West Hollywood, CA, Hoa Kỳ                 |           |
| 2023 | Blackpink In Your Area Pop-up Store & Exhibition | 19.1 - 7.2    | Tại Tầng 6 Iconsiam, Bangkok, Thái Lan                          |           |
| 2023 | Blackpink In Your Area Pop-up Store & Exhibition | 6.3 - 6.4     | Tại Senayan Park, Jakarta, Indonesia                            |           |
| 2023 | JISOO'S FLOWER HOUSE                             | 31.3          | Tại Platz S (33, Yeonmujang-gil, Seongdong-gu, Seoul, Hàn Quốc) |           |
| 2023 | BLACKPINK BORN PINK POP UP Experience with Verdy | 29.6 - 1.7    | Tại 1 Marylebone Road, London, Anh                              |           |

| Năm  | Tên                                                      | Ngày tổ chức | Địa điểm | Chú thích                                                             |
| ---- | -------------------------------------------------------- | --- | --- | --------------------------------------------------------------------- |
| 2022 | BLACKPINK 'Pink Venom' [Light Up The Pink] Campaign 2022 | Giờ tại địa phương - 18.8 (20:00): N Seoul Tower, Seoul, Hàn Quốc - 19.8 (20:00): Tokyo Tower, Tokyo, Nhật Bản - 19.8 (19:00): Sinar Mas Plaza, Thượng Hãi, Trung Quốc - 19.8 (18:00): Central World, Bangkok, Thái Lan - 18.8 (20:00): Cầu Brooklyn, New York, Mỹ - 18.8 (20:00): Santa Monica Pacific Wheel, Los Angeles, Mỹ | Giờ tại địa phương - 18.8 (20:00): N Seoul Tower, Seoul, Hàn Quốc - 19.8 (20:00): Tokyo Tower, Tokyo, Nhật Bản - 19.8 (19:00): Sinar Mas Plaza, Thượng Hãi, Trung Quốc - 19.8 (18:00): Central World, Bangkok, Thái Lan - 18.8 (20:00): Cầu Brooklyn, New York, Mỹ - 18.8 (20:00): Santa Monica Pacific Wheel, Los Angeles, Mỹ | Sự kiện tại Thượng Hãi, Trung Quốc bị hủy vì lí do dịch bệnh Covid-19 |

## Showcase, họp báo, countdown
| Năm  | Tên                                                     | Thành viên | Ngày tổ chức | Quốc gia | Chú thích                             |
| ---- | ------------------------------------------------------- | ---------- | ------------ | -------- | ------------------------------------- |
| 2016 | BLACKPINK: DEBUT SHOWCASE                               | Cả nhóm    | 8 tháng 8    | Hàn Quốc | Ra mắt tại Hàn                        |
| 2017 | BLACKPINK COMEBACK LIVE                                 | Cả nhóm    | 22 tháng 6   | Hàn Quốc |                                       |
| 2017 | BLACKPINK DEBUT SHOWCASE JAPAN                          | Cả nhóm    | 20 tháng 7   | Nhật Bản | Ra mắt tại Nhật                       |
| 2018 | BLACKPINK 'SQUARE UP' COUNTDOWN LIVE                    | Cả nhóm    | 15 tháng 6   | Hàn Quốc |                                       |
| 2018 | JENNIE 'SOLO' COUNTDOWN LIVE [ALL ABOUT JENNIE] COUNTER | Jennie     | 12 tháng 11  | Hàn Quốc | Ra mắt solo của Jennie                |
| 2019 | BLACKPINK 2019 World Tour with KIA                      | Cả nhóm    | 9 tháng 1    | Thái Lan |                                       |
| 2019 | Universal Music's Grammy Artist Showcase                | Cả nhóm    | 9 tháng 2    | Mỹ       | Ra mắt tại Mỹ                         |
| 2019 | BLACKPINK 'KILL THIS LOVE' COUNTDOWN LIVE               | Cả nhóm    | 4 tháng 4    | Hàn Quốc |                                       |
| 2020 | BLACKPINK Global Press Conference: [How You Like That]  | Cả nhóm    | 26 tháng 6   | Hàn Quốc |                                       |
| 2020 | BLACKPINK - 'How You Like That' COUNTDOWN LIVE          | Cả nhóm    | 26 tháng 6   | Hàn Quốc |                                       |
| 2020 | BLACKPINK [THE ALBUM] COMEBACK LIVE                     | Cả nhóm    | 2 tháng 10   | Hàn Quốc |                                       |
| 2020 | BLACKPINK - 'THE SHOW' ANNOUNCEMENT LIVE                | Cả nhóm    | 4 tháng 12   | Hàn Quốc |                                       |
| 2021 | ROSÉ-R-COMEBACK LIVE                                    | Rosé       | 12 tháng 3   | Hàn Quốc | Ra mắt solo của Rosé                  |
| 2021 | LISA 'LALISA' COUNTDOWN LIVE                            | Lisa       | 10 tháng 9   | Hàn Quốc | Ra mắt solo của Lisa                  |
| 2021 | Họp báo ra mắt phim Hoa Tuyết Điểm                      | Jisoo      | 16 tháng 12  | Hàn Quốc | Ra mắt với tư cách diễn viên          |
| 2022 | BLACKPINK 'Pink Venom' Countdown Livestream             | Cả nhóm    | 19 tháng 8   | Hàn Quốc |                                       |
| 2022 | BLACKPINK - 'BORN PINK' Countdown Party                 | Cả nhóm    | 16 tháng     | Hàn Quốc | Ra mắt full album thứ hai "Born Pink" |
| 2023 | JISOO FIRST SINGLE ALBUM [ME] COUNTDOWN LIVE            | Jisoo      | 31 tháng 3   | Hàn Quốc | Ra mắt solo của Jisoo                 |

## CD, DVD, Blu-ray
| Tựa đề                                                                              | Thông tin                                                                                           | Vị trí xếp hạng | Vị trí xếp hạng | Doanh số    |
| Tựa đề                                                                              | Thông tin                                                                                           | Nhật Bản        | Nhật Bản        | Doanh số    |
| Tựa đề                                                                              | Thông tin                                                                                           | DVD             | Blu-ray         | Doanh số    |
| ----------------------------------------------------------------------------------- | --------------------------------------------------------------------------------------------------- | --------------- | --------------- | ----------- |
| BLACKPINK'S 2019 WELCOMING COLLECTION                                               | - Phát hành: 14 tháng 2 năm 2019 - Hãng: YG Entertainment - Định dạng: DVD, Photobook               | —               | —               |             |
| Blackpink House                                                                     | - Phát hành: 13 tháng 3 năm 2019 (EP 1-6) - Hãng: YG Entertainment, YGEX - Định dạng: DVD, Blu-ray  | 66              | 52              |             |
| Blackpink House                                                                     | - Phát hành: 13 tháng 3 năm 2019 (EP 7-12) - Hãng: YG Entertainment, YGEX - Định dạng: DVD, Blu-ray | 69              | 53              |             |
| Blackpink Arena Tour 2018 "Special Final In Kyocera Dome Osaka"                     | - Phát hành: 22 tháng 3 năm 2019 - Hãng: YGEX - Định dạng: DVD, Blu-ray, digital download           | 9               | 17              | - NB: 6,549 |
| Blackpink 2018 Tour 'In Your Area' Seoul                                            | - Phát hành: 30 tháng 8 năm 2019 - Hãng: YG Entertainment - Định dạng: DVD, digital download        | —               | —               |             |
| 2019 Blackpink's Summer Diary [in Hawaii]                                           | - Phát hành: 9 tháng 9 năm 2019 - Hãng: YG Entertainment - Định dạng: DVD, Photobook                | —               | —               |             |
| Blackpink's 2020 Welcoming Collection                                               | - Phát hành: 4 tháng 3 năm 2020 - Hãng: YG - Định dạng: DVD, Photobook                              | —               | —               |             |
| Blackpink 2019-2020 World Tour In Your Area-Tokyo Dome-                             | - Phát hành: 6 tháng 5 năm 2020 - Hãng: Universal Music - Định dạng: DVD, Blu-ray, digital download | 1               | 1               |             |
| 2020 Blackpink's Summer Diary [in Seoul]                                            | - Phát hành: 31 tháng 8 năm 2020 - Hãng: YG - Định dạng: DVD, KiT VIDEO, Photobook                  | —               | —               |             |
| BLACKPINK'S 2021 SEASON'S GREETINGS                                                 | - Phát hành: 30 tháng 12 năm 2020 - Hãng: YG - Định dạng: DVD, KiT VIDEO, Photobook                 | —               | —               |             |
| Blackpink 2021 'The Show' Live                                                      | - Phát hành: 1 tháng 6 năm 2021 - Hãng: YG - Định dạng: digital download, streaming                 | —               | —               |             |
| BLACKPINK 2021 [THE SHOW] LIVE CD                                                   | - Phát hành: 11 tháng 6 năm 2021 - Hãng: YG - Định dạng: CD                                         | —               | —               |             |
| BLACKPINK 2021 [THE SHOW] DVD & KiT VIDEO                                           | - Phát hành: 18 tháng 6 năm 2021 - Hãng: YG - Định dạng: DVD, KiT VIDEO, Photobook                  | —               | —               |             |
| BLACKPINK 2021 [THE SHOW] DVD & KiT VIDEO                                           | - Phát hành: 18 tháng 6 năm 2021 - Hãng: YG - Định dạng: DVD, KiT VIDEO, Photobook                  | —               | —               |             |
| BLACKPINK 5th ANNIVERSARY [4+1] 2021 SUMMER DIARY                                   | - Phát hành: 25 tháng 8 năm 2021 - Hãng: YG - Định dạng: DVD, KiT VIDEO, Photobook                  | —               | —               |             |
| BLACKPINK 2022 WELCOMING COLLECTION                                                 | - Phát hành: 2 tháng 3 năm 2022 - Hãng: YG - Định dạng: DVD, DIGITAL CODE CARD, Photobook           | —               | —               |             |
| "—" cho biết không lọt vào bảng xếp hạng hoặc không được phát hành tại khu vực này. | |                 |                 |             |

## Photobook
| Tựa đề                                                                  | Thông tin                                                               |
| ----------------------------------------------------------------------- | ----------------------------------------------------------------------- |
| JENNIE [SOLO] PHOTOBOOK                                                 | - Phát hành: 15 tháng 11 năm 2018 - Hãng: YG - Định dạng: Photobook, CD |
| JENNIE [SOLO] PHOTOBOOK -SPECIAL EDITION-                               | - Phát hành: 11 tháng 12 năm 2018 - Hãng: YG - Định dạng: Photobook     |
| BLACKPINK PHOTOBOOK -LIMITED EDITION-                                   | - Phát hành: 27 tháng 6 năm 2019 - Hãng: YG - Định dạng: Photobook      |
| LISA PHOTOBOOK [0327] -LIMITED EDITION-                                 | - Phát hành: 27 tháng 3 năm 2020 - Hãng: YG - Định dạng: Photobook      |
| LISA PHOTOBOOK [0327] VOL.2 -SECOND EDITION-                            | - Phát hành: 27 tháng 3 năm 2021 - Hãng: YG - Định dạng: Photobook      |
| ROSÉ -R- PHOTOBOOK [SPECIAL EDITION]                                    | - Phát hành: 22 tháng 6 năm 2021 - Hãng: YG - Định dạng: Photobook      |
| BLACKPINK - BLACKPINK [4+1] THE ALBUM PHOTOBOOK [LIMITED EDITION]       | - Phát hành: 9 tháng 8 năm 2021 - Hãng: YG - Định dạng: Photobook       |
| LISA -LALISA- PHOTOBOOK [SPECIAL EDITION]                               | - Phát hành: 10 tháng 1 năm 2022 - Hãng: YG - Định dạng: Photobook      |
| LISA 0327 PHOTOBOOK VOL.03 LISA 0327 PHOTOBOOK VOL.03 -LIMITED EDITION- | - Phát hành: 28 tháng 3 năm 2022 - Hãng: YG - Định dạng: Photobook      |
| LISA 0327 PHOTOBOOK VOL.04                                              | - Phát hành: tháng 3 năm 2023 - Hãng: YG - Định dạng: Photobook         |

## Video

### Đĩa đơn chính
| Năm  | Tựa đề                              | Thời lượng | Ngày phát hành | Đạo diễn       | Chú thích | Tham khảo |
| ---- | ----------------------------------- | ---------- | -------------- | -------------- | --------- | --------- |
| 2016 | "Whistle" (휘파람)                  | 3:50       | 8 tháng 8      | Beomjin J      |           | [ 5 ]     |
| 2016 | "Boombayah" (붐바야)                | 4:03       | 8 tháng 8      | Seo Hyun-seung |           | [ 6 ]     |
| 2016 | "Playing with Fire" (불장난)        | 3:28       | 31 tháng 10    | Seo Hyun-seung |           | [ 6 ]     |
| 2016 | "Stay"                              | 4:00       | 31 tháng 10    | Han Sa-min     |           | [ 7 ]     |
| 2017 | "As If It's Your Last" (마지막처럼) | 3:36       | 22 tháng 6     | Seo Hyun-seung |           | [ 8 ]     |
| 2018 | "Ddu-Du Ddu-Du" (뚜두뚜두)          | 3:36       | 15 tháng 6     | Seo Hyun-seung |           | [ 9 ]     |
| 2018 | "SOLO"                              | 2:56       | 12 tháng 11    | Han Sa-min     |           |           |
| 2019 | "Kill This Love"                    | 3:13       | 4 tháng 4      | Seo Hyun-seung |           | [ 10 ]    |
| 2020 | "How You Like That"                 | 3:03       | 26 tháng 6     | Seo Hyun-seung |           | [ 11 ]    |
| 2020 | Ice Cream (cùng Selena Gomez)       | 3:03       | 28 tháng 8     | Seo Hyun-seung |           | [ 12 ]    |
| 2020 | Lovesick Girls                      | 3:21       | 3 tháng 10     | Seo Hyun-seung |           |           |
| 2021 | "On The Ground"                     | 3:09       | 12 tháng 3     | Han Sa-min     |           |           |
| 2021 | "Gone"                              | 3:40       | 4 tháng 4      |                |           |           |
| 2021 | "LALISA"                            | 3:27       | 10 tháng 9     | Seo Hyun-seung |           |           |
| 2022 | "Pink Venom"                        | 3:13       | 19 tháng 8     |                |           |           |
| 2022 | "Shut Down"                         | 3:00       | 16 tháng 9     |                |           |           |
| 2023 | "꽃(FLOWER)"                        | 3:05       | 31 tháng 3     | Han Sa-min     |           |           |

### Đĩa đơn hợp tác
| Năm  | Tựa đề                                                       | Thời lượng | Ngày phát hành | Đạo diễn     | Chú thích         | Tham khảo               |
| ---- | ------------------------------------------------------------ | ---------- | -------------- | ------------ | ----------------- | ----------------------- |
| 2018 | "Kiss and Make Up" Dua Lipa & BLACKPINK                      | 3:09       | 19 tháng 10    |              | Bản audio         |                         |
| 2020 | "Sour Candy" Lady Gaga, BLACKPINK                            | 2:38       | 28 tháng 5     |              | Bản audio         |                         |
| 2020 | "Sour Candy" Lady Gaga, BLACKPINK                            | 2:37       | 16 tháng       | Sam Rolfes   | Lyric Video       |                         |
| 2021 | "SG" DJ Snake, Ozuna, Megan Thee Stallion, LISA of BLACKPINK | 4:01       | 22 tháng 10    | Colin Tilley | MV                |                         |
| 2022 | "Ready For Love"                                             | 3:06       | 29 tháng 7     |              | MV                | Hợp tác với PUBG Mobile |
| 2023 | "Shoong!" TAEYANG (feat. LISA of BLACKPINK)                  | 3:29       | 25 tháng 4     |              | Performance Video |                         |
| 2023 | "One Of The Girls" The Weeknd, JENNIE & Lily Rose Depp       | 4:04       | 23 tháng 6     |              | Bản audio         |                         |

### Dance practice, performance, special stage
| Năm  | Tựa đề                                                                    | Thời lượng | Ngày phát hành | Đạo diễn | Biên đạo                                        | Chú thích |
| ---- | ------------------------------------------------------------------------- | ---------- | -------------- | -------- | ----------------------------------------------- | --------- |
| 2016 | BLACKPINK - '휘파람(WHISTLE)' DANCE PRACTICE VIDEO                        | 3:40       | 18 tháng 8     |          |                                                 |           |
| 2016 | BLACKPINK - '붐바야(BOOMBAYAH)' DANCE PRACTICE VIDEO                      | 4:08       | 20 tháng 8     |          |                                                 |           |
| 2016 | BLACKPINK - '불장난(PLAYING WITH FIRE)' DANCE PRACTICE VIDEO              | 3:23       | 4 tháng 11     |          |                                                 |           |
| 2017 | BLACKPINK - '마지막처럼 (AS IF IT'S YOUR LAST)' DANCE PRACTICE VIDEO      | 3:37       | 24 tháng 6     |          |                                                 |           |
| 2018 | BLACKPINK - '뚜두뚜두 (DDU-DU DDU-DU)' DANCE PRACTICE VIDEO (MOVING VER.) | 3:33       | 18 tháng 6     |          |                                                 |           |
| 2018 | BLACKPINK - 'Forever Young' DANCE PRACTICE VIDEO (MOVING VER.)            | 3:59       | 21 tháng 6     |          |                                                 |           |
| 2018 | JENNIE - 'SOLO' PERFORMANCE [IN YOUR AREA] SEOUL                          | 3:01       | 22 tháng 11    |          |                                                 |           |
| 2018 | JENNIE - 'SOLO' CHOREOGRAPHY UNEDITED VERSION                             | 2:57       | 16 tháng 11    |          |                                                 |           |
| 2018 | JENNIE - 'SOLO' CHOREOGRAPHY ALTERNATE EDITED VERSION                     | 0:33       | 17 tháng 11    |          |                                                 |           |
| 2018 | JENNIE - 'SOLO' PERFORMANCE VIDEO                                         | 2:55       | 24 tháng 11    |          |                                                 |           |
| 2019 | BLACKPINK - 'Kill This Love' DANCE PRACTICE VIDEO (MOVING VER.)           | 3:17       | 9 tháng 4      |          |                                                 |           |
| 2019 | BLACKPINK - 'Don't Know What To Do' DANCE PRACTICE VIDEO (MOVING VER.)    | 3:28       | 16 tháng 4     |          |                                                 |           |
| 2020 | JENNIE - DANCE PRACTICE VIDEO                                             | 2:31       | 16 tháng 1     |          |                                                 |           |
| 2020 | BLACKPINK - 'How You Like That' DANCE PERFORMANCE VIDEO                   | 3:00       | 6 tháng 7      |          |                                                 |           |
| 2020 | BLACKPINK - 'Lovesick Girls' DANCE PRACTICE VIDEO                         | 3:17       | 8 tháng 10     |          |                                                 |           |
| 2021 | ROSÉ - 'On The Ground' Dance Performance                                  | 2:51       | 22 tháng 3     |          |                                                 |           |
| 2021 | LISA - 'LALISA' SPECIAL STAGE                                             | 3:20       | 12 tháng 9     |          |                                                 |           |
| 2021 | LISA - 'LALISA' DANCE PRACTICE VIDEO                                      | 3:28       | 16 tháng 9     |          | Kiel Tutin, Lee Jung                            |           |
| 2021 | LISA - 'MONEY' EXCLUSIVE PERFORMANCE VIDEO                                | 2:50       | 23 tháng 9     |          |                                                 |           |
| 2021 | LISA - 'MONEY' DANCE PRACTICE VIDEO                                       | 2:55       | 10 tháng 10    |          |                                                 |           |
| 2022 | BLACKPINK - 'Pink Venom' DANCE PRACTICE VIDEO                             | 3:15       | 24 tháng 8     |          | Kiel Tutin, Lee Jung, sienna lalau, Taryn Cheng |           |
| 2022 | BLACKPINK - 'Pink Venom' SPECIAL STAGE                                    | 3:13       | 27 tháng 8     |          |                                                 |           |
| 2022 | BLACKPINK - 'Shut Down' DANCE PERFORMANCE VIDEO                           | 3:00       | 18 tháng 9     |          |                                                 |           |
| 2023 | JISOO - '꽃(FLOWER)' DANCE PERFORMANCE VIDEO                              | 3:00       | 5 tháng 4      |          | Kiel Tutin, Kyle Hanagami                       |           |